# Теннант, Чарльз
Чарльз Теннант (англ. Charles Tennant; 3 мая 1768 — 1 октября 1838) — британский химик и предприниматель.
Происходил из шотландского земледельческого рода, отец Теннанта приятельствовал с Робертом Бёрнсом, и сам Теннант вскользь упоминается в одном из его стихотворений.
Известен изобретением процесса производства отбеливающего порошка из хлора и гашеной извести в 1799 году..
Благодаря своим открытиям в 1800 году основал собственный бизнес в области химической промышленности, на протяжении более чем столетия развивавшийся весьма успешно. Многие потомки Теннанта сделали блестящую карьеру в различных областях — среди них внучка Теннанта писательница Марго Асквит (жена британского премьер-министра) и прапраправнучка фотомодель Стелла Теннант.
Похоронен Чарльз Теннант в Глазго на территории исторического некрополя.